# Metropolitanregion Nordschweiz
Die Metropolitanregion Nordschweiz ist eine Metropolitanregion mit Zentrum in der Schweiz. Sie umfasst die Deutschschweiz, den schweizerischen Kanton Jura, das südliche Elsass und die Planungsregion Hochrhein-Bodensee in Baden-Württemberg. Die Metropolitanregion ist zweipolig. Der eine Pol um Basel ist vor allem in den Bereichen chemische und pharmazeutische Industrie und im Messewesen stark. Derjenige um Zürich in den Bereichen der Finanzdienstleistungen. Beide sind Verkehrsknotenpunkte mit einem internationalen Flughafen, Universitätsstädte und verfügen über ein hochstehendes kulturelles Angebot. In der Metropolitanregion Nordschweiz leben rund 6.400.000 Menschen, davon in der Schweiz 5.400.000.
Das Bundesamt für Statistik hat aus lokalpolitischen Rücksichtnahmen die Region in deren drei aufgespaltet, aber bereits 2004 klar festgehalten, dass aus raumplanerischer Sicht nur eine Zweiteilung der Schweiz in Frage komme, wie sie der europäische Dachverband METREX vorschlägt.